# أمعاء غليظة
الأمعاء الغليظة أو القولون هي الجزء الأخير من الجهاز الهضمي في الفقاريات. وظيفتها الرئيسية هي امتصاص الماء من المتبقى من المواد الصلبة ثم تمرير الفضلات الزائدة إلى خارج الجسم.
يعرّف كل من الترمينولوجيا أناتوميكا، والمدسكيب، وكتاب غرايز أناتومي الأمعاء الغليظة على أنها تشكل كل من الأعور، والقولون، والمستقيم، والقناة الشرجية. أما مصادر أخرى، مثل قاموس موسبي الطبي وقواميس أكسفورد للطب والبيولوجيا فتستثني القناة الشرجية. في البشر، تبدأ الأمعاء الغليظة في المنطقة الحرقفية اليمنى من الحوض، بالضبط عمد أو تحت الخصر، حيث تتواصل مع نهاية الأمعاء الدقيقة. ومن ثم تتواصل إلى الأعلى في البطن، عبر عرض جوف البطن، وبعد ذلك إلى الأسفل وصولًا إلى نقطة النهاية في فتحة الشرج. يبلغ طول الأمعاء الغليظة في البشر حوالي 1.5 متر (4.9 قدم)، وتمثل حوالي خُمس طول السبيل الهضمي.

## التكوين

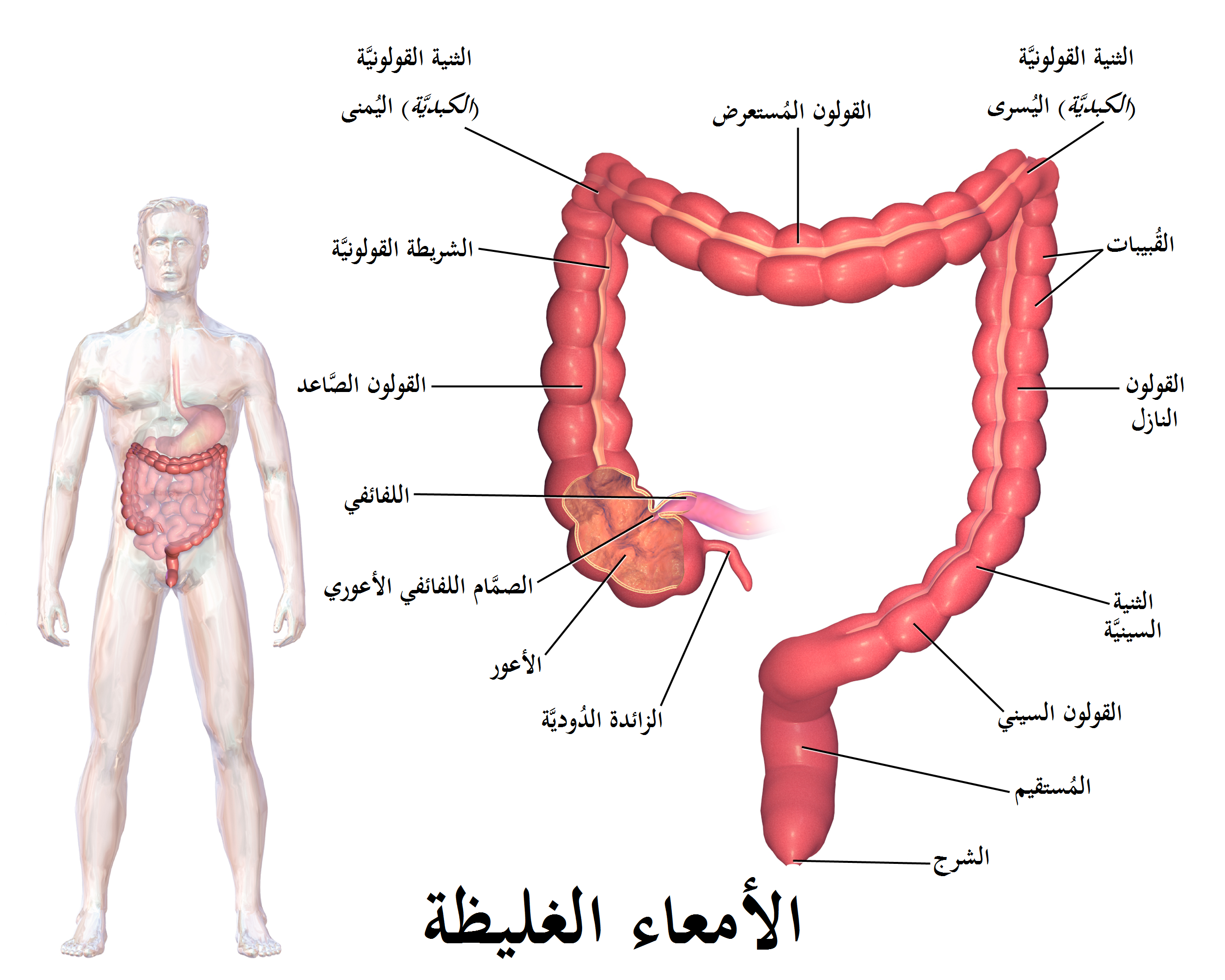
رسم توضيحي للأمعاء الغليظة

الأمعاء الغليطة هي الجزء الأخير من جهاز الهضم في معظم الفقاريات. تستخرج الأمعاء الغليظة الماء والملح من الفضلات الصلبة قبل أن يتم إفرازها من الجسم، وهي كذلك الموقع التي يحدث به تخمير المواد غير المُمتصّة عن طريق النبيت الجرثومي المعوي (البكتيريا الكبيرة). بخلاف الأمعاء الدقيقة، لا تلعب الأمعاء الغليظة دورًا في امتصاص المواد الغذائية. يصل الأمعاء الغليظة حوالي 1.5 لتر (أو 45 أوقية) من الماء كل يوم.
يبلغ معدّل طول الأمعاء الغليظة في البالغين 155 سم في النساء (يتراوح ما بين 80 حتى 214 سم) و 166 سم في الرجال (يتراوح ما بين 80 حتى 313 سم). أما معدّل المحيط الداخلي بالسنتيمترات (النطاقات بين قوسين) فهو 8.7 في الأعور (8.0-10.5)، و 6.6 في القولون الصاعد (6.0-7.0)، و 5.8 في القولون المستعرض (5.0-6.5)، و 6.3 في القولون النازل والقولون السيني (6.0-6.8)، و 5.7 في المستقيم بجانب ملتقى المستقيم والقولون السيني (4.5-7.5).

### أقسام
في الثدييات، يتكوّن القولون من أربعة أقسام: القولون الصاعد، والقولون المستعرض، والقولون النازل، والقولون السيني (يشير المصطلح الأمعاء الدانية عادة إلى القولون الصاعد والقولون المستعرض، والمصطلح الأمعاء القاصية إلى القولون النازل). يشكّل كل من الأعور والقولون والمستقيم والقناة الشرجية الأمعاء الغليظة.
أقسام القولون هي:
- الأعور والزائدة الدودية
- القولون الصاعد
- الثنية القولونية اليمنى (الكبديّة)
- القولون المستعرض
- مِسراق القولون المستعرض
- الثنية القولونية اليسرى (الطحاليّة)
- القولون النازل
- القولون السيني - المنطقة على شكل حرف V من الأمعاء الغليظة

تتواجد أجزاء القولون إما داخل الصّفاق أو خلفه في الحيّز خلف الصفاق. بشكل عام، الأعضاء في الحيّز خلف الصفاق ليست لديها تغطية كاملة من الصفاق، ولذلك هي مُثبّتة في أماكنها. أما الأعضاء التي داخل الصفاق فهي مُحاطة بالصفاق بشكل كامل ولذلك فهي مُتحرّكة. بالنسبة لأعضاء القولون، يتواجد كل من القولون الصاعد، والقولون النازل، والمستقيم خلف الصفاق، أما الأعور، والزائدة الدودية، والقولون المستقيم، والقولون السيني فيتواجدون داخل الصفاق. وهذا أمر مهم لأنه يؤثر على مدى سهولة الوصول إلى كل من هذه الإعضاء أثناء عملية جراحية، مثل عملية فتح البطن.

#### الأعور والزائدة الدودية
الأعور هو الجزء الأول من القولون ويشارك في الهضم، بينما الزائدة الدودية التي تتطور منه جنينيًّا، هي بنية من القولون، ولا تشارك في عملية الهضم وتعتبر جزءًا من النسيج اللمفاني المرتبط بالمعى. وظيفة الزائدة الدودية غير معروفة، ولكن تعتقد بعض المصادر أن الزائدة الدودية تأوي عيّنة من النبيت المجهري للقولون، وهي قادرة على المساعدة في إعادة ملء القولون بالبكتيريا إذا تضرر النبيت المجهري به خلال تفاعل مناعي.

#### القولون الصاعد
القولون الصاعد هو واحد من أربعة أجزاء الأمعاء الغليظة. يرتبط الجزء الأول من الأمعاء الغليظة بالأمعاء الدقيقة عن طريق جزء من الأمعاء يسمى الأعور. يصعد القولون الصاعد داخل جوف البطن حوالي 20 سم، ليصل إلى القولون المستعرض.
إحدى المهام الرئيسية للقولون هي استخراج الماء ومواد غذائية رئيسية أخرى من الفضلات وإعادتها إلى الجسم. عندما تخرج الفضلات من الأمعاء الدقيقة تنتقل إلى الأعور ومن ثم إلى القولون الصاعد حيث تبدأ عملية الاستخراج هذه. يتم نقل الفضلات غير المرغوب بها إلى الأعلى إلى القولون المستعرض بفعل التمعُّج المعوي. يتّصل القولون الصاعد أحيانًا بالأعور عن طريق صمام غيرلاخ. الزائدة الدودية والتي توصف عادة كعضو دون وظيفة فتحتوي على تركيز عالي من الخلايا اللمفاوية. في الحيوانات المُجترّة، يُعرف القولون الصاعد باسم القولون الحلزوني. يستقبل الأعور الفضلات الصلبة من اللفائفي عبر الصمام اللفائفي الأعوري.

## البكتيريا
توجد بكتيريا تعيش في الأمعاء الغليظة وهي غير ضارة بالنسبة للإنسان إلا في حالات نقص المناعة المكتسبة (الإيدز)، وظيفتها أنها تساعد على تخمير بقايا النشويات والبروتين لتسهيل الامتصاص وكذلك امتصاص الماء وبعض الأملاح المعدنية.

## التشريح الدقيق

### الخبايا القولونية
أربعة مقاطع نسيجية لخبايا قولونية (غدد معوية). صُبغت الخلايا لتظهر بلون برتقالي بني في حال كانت تنتج البروتين المتقدري للوحدة الفرعية الأولى للسيتوكروم سي أوكسيداز، وتظهر نوى الخلايا (الموجودة على الحافة الخارجية للخلايا المبطنة للخبايا) مصبوغة بلون رمادي أزرق بواسطة صبغة هيماتوكسيلين. المقطعان A وB عموديان على المحور الطولي للخبايا، المقطعان C وD موازيان للمحور العمودي للخبايا. المقياس المستخدم في الصورة A هو 100 ميكرومتر، يمكن من خلال الصورة تقدير كثافة الخبايا في الظهارة القولونية. يُظهر المقطع B ثلاث خبايا في مقطع عرضي، في كل منها جزء ناقص الوحدة الفرعية الأولى للسيتوكروم سي أوكسيداز، وتبدي خبيئة واحدة على الأقل في الجهة اليمنى من الصورة انقسامًا إلى خبيئتين. يُظهر المقطع C خبيئة تنقسم إلى خبيئتين في الجانب الأيسر. تُظهر الصورة D تجمعات صغيرة نموذجية لاثنتين أو ثلاث خبايا ناقصة الوحدة الفرعية الأولى للسيتوكروم سي أوكسيداز (المقياس في الصورة 50 مكيرومتر).
تُبطِن جدار الأمعاء الغليظة طبقة ظهارية عمودية بسيطة، تحتوي على تجاويف تُسمى الخبايا القولونية أو الغدد المعوية.
تكون خبايا القولون على هيئة أنابيب مجهرية، تشبه أنابيب الاختبار، جدرانها سميكة، وفيها تجويف مركزي (لُمعة الخبيئة). تظهر في الصور أعلاه أربعة مقاطع نسيجية، منها مقطعان عموديان على المحور الطويل للخبايا ومقطعان يوازيان المحور الطويل. في هذه الصور، صُبغت الخلايا بواسطة تقنيات الكيمياء المناعية الحيوية لإظهار الخلايا بلون بني برتقالي في حال أنتجت بروتينًا متقدريًا يسمى الوحدة الفرعية الأولى للسيتوكروم سي أوكسيداز. تُصبغ نوى الخلايا (الموجودة عند الحواف الخارجية للخلايا التي تبطن جدران الخبايا) باللون الرمادي الأزرق باستخدام صبغة هيماتوكسيلين. يبدو في الصورتين C وD، أن طول الخبايا نحو 75 إلى 110 خلية. وجد بيكر وآخرون أن متوسط محيط الخبايا يبلغ 23 خلية. وبالتالي، وفقًا للصور المعروضة هنا، يوجد في المتوسط نحو 1,725 إلى 2,530 خلية في كل خبيئة قولونية. قاس نوتبوم وآخرون عدد الخلايا في عدد صغير من الخبايا، وأفادوا بوجود عدد يتراوح بين 1,500 و4,900 خلية لكل خبيئة قولونية. تُنتج الخلايا عند قاعدة الخبيئة، ثم تنتقل نحو الأعلى على طول محور الخبيئة، ثم تُطرح في لُمعة القولون بعد أيام. يوجد 5 إلى 6 خلايا جذعية في قاعدة الخبيئة.
وفقًا للتقديرات من الصورة A، يوجد نحو 100 تجويف قولوني لكل ميليمتر مربع من ظهارة القولون. يبلغ متوسط طول القولون البشري 160.5 سم، ومتوسط محيط القولون الداخلي 6.2 سم. وفقًا لتلك القياسات، فإن متوسط مساحة الظهارة السطحية الداخلية في القولون البشري تبلغ 995 سم مربع، فيها 9,950,000 (قرابة 10 مليون) خبيئة.
في المقاطع النسيجية الأربعة أعلاه، تحتوي كثير من الغدد المعوية على خلايا تحمل طفرة في الحمض النووي المتقدري في جين الوحدة الفرعية الأولى للسيتوكروم سي أوكسيداز، ويبدو معظمها باللون الأبيض، وتُصبغ نواها بلون رمادي أزرق. وفق الصورة B، يبدو أن جزءًا من الخلايا الجذعية لثلاث خبايا يحمل طفرة في الجين ذاته، ما يؤدي إلى أن تكون 40% إلى 50% من الخلايا الناتجة من تلك الخلايا الجذعية تحمل نفس الطفرة.
عمومًا، نسبة الخلايا القولونية ناقصة الوحدة الفرعية الأولى للسيتوكروم سي أوكسيداز أقل من 1% قبل سن الأربعين، ولكنها تزداد بعد ذلك ازديادًا خطيًا مع التقدم في السن. تصل نسبتها، في المتوسط، إلى 18% لدى النساء، و23% لدى الرجال بحلول سن 80-84 عامًا.
يمكن أن تتكاثر خبايا القولون بالانشطار، كما يظهر في الصورة C، إذ تنشطر خبيئة لتكوين خبيئتين، وفي الصورة B، يبدو أن خبيئة واحدة على الأقل تنشطر. معظم الخبايا التي تفتقر إلى الوحدة الفرعية الأولى للسيتوكروم سي أوكسيداز تكون في مجموعات من الخبايا المتجاورة ناقصة الوحدة الفرعية الأولى للسيتوكروم سي أوكسيداز.

### الغشاء المخاطي
يُعبَّر في الأمعاء الغليظة عن نحو 150 من أصل آلاف الجينات المشفرة للبروتين، بعضها خاص بالغشاء المخاطي في مناطق مختلفة، وتشمل جين جزيء التصاق الخلايا المرتبط بالمستضد السرطاني المضغي 7.

## الوظيفة

### مقطع نسيجي
تمتص الأمعاء الغليظة الماء وجميع المواد القابلة للامتصاص المتبقية، قبل إرسال الفضلات إلى المستقيم. يمتص القولون الفيتامينات المُنتجة بواسطة البكتيريا القولونية مثل الثيامين والريبوفلافين وفيتامين ك (امتصاص فيتامين ك المُنتج في القولون ضروري لأن الوارد الفموي منه غير كافٍ لإنتاج عوامل التخثر). يضغط القولون الفضلات ويخزّنها في المستقيم حتى تُطرح عبر الشرج في عملية التغوط.
يُفرز القولون أيونات البوتاسيوم والكلور، ويزداد إفراز الكلور في مرض التليف الكيسي. تجري إعادة تدوير للمغذيات في القولون، مثل تخمير الكربوهيدرات، والأحماض الدهنية قصيرة السلسلة، ودوران اليوريا.
تحتوي الزائدة الدودية على كمية صغيرة من النسيج اللمفاني المرتبط بالمخاطية، ما يعطي الزائدة دورًا مناعيًا غير محدد تمامًا. للزائدة الدودية دور معروف في الحياة الجنينية، إذ تكون فيها خلايا صماء تفرز أمينات حيوية وهرمونات ببتيدية ضرورية للاستتباب في مراحل التطور والنمو المبكر.
عندما يصل الكيموس إلى القولون، تكون معظم المغذيات و90% من المياه قد امتُصت. في الواقع، يستطيع كثير من الناس العيش بعد استئصال أجزاء كبيرة من الأمعاء الغليظة أو استئصالها كلها. في القولون، توجد كميات من الشوارد مثل الصوديوم والمغنسيوم والكلور، وأجزاء غير مهضومة من الطعام مثل الأميلوز والنشاء المُغلف والألياف. مع عبور الكيموس في الأمعاء الغليظة، يُمتص معظم الماء المتبقي، ويُمزج الكيموس مع المخاط والبكتيريا المعوية لتشكيل البراز. يستقبل القولون الصاعد المادة البرازية في حالة سائلة، تدفع عضلات القولون هذه المادة نحو الأمام ببطء، ويُمتص الماء، فتتصلب المادة البرازية خلال مرورها في القولون النازل.
تحطم البكتيريا بعضًا من الألياف لتتغذى عليها، وتنتج الأسيتات والبروبيونات والبوتيرات، التي تستخدمها خلايا ظهارة القولون. لا تهضم البكتيريا البروتين. لدى البشر، يمكن أن تهضم البكتيريا 10% من الكربوهيدرات غير المهضومة الموجودة في القولون، وقد تختلف النسبة تبعًا للنظام الغذائي. في حيوانات أخرى، كالقردة العليا والرئيسيات الأخرى، يسمح القولون الطويل للبكتيريا بهضم كمية أكبر من الكربوهيدرات، ما يسمح بنسبة أكبر من المواد النباتية في النظام الغذائي. لا تنتج الأمعاء الغليظة إنزيمات هاضمة، إذ يكتمل الهضم الكيميائي في الأمعاء الدقيقة قبل أن يصل الكيموس إلى الأمعاء الغليظة. يتراوح الرقم الهيدروجيني في القولون بين 5.5 و 7 (حمضي قليلًا إلى معتدل).

## وصلات خارجية
- Overview and diagrams at seer.cancer.gov
- Photo at mgccc.cc.ms.us